# Монархія Монако
Князь Монако — суверен князівства Монако.
Конституція князівства 1962 року визначає, що вища законодавча влада знаходиться в руках князя та Національної ради (парламенту).
Князь призначає керівника Урядової ради й має право одноосібним рішенням відкликати його та інших членів цього виконавчого органу. Князь має право розпустити Національну раду. Князь призначає членів Ради Корони (дорадчий орган при монарху) та членів Верховного Суду. Князь одноосібно представляє Монако у зносинах з іншими державами, має право укладати міжнародні договори, при цьому згода Національної ради на це не потрібна

## Титул Князя Монако
Титул правлячого князя Монако: Його Найясніша Високість Суверенний Князь Монако, Маркіз Бо  (у випадку з правлячою княгинею — Її Найясніша Високість). Князь також носить низку інших титулів, які рідко використовуються, але деякі з них можуть бути даровані правлячим князем членам родини або їхнім дружинам. Більшість цих титулів утворювалися внаслідок придбання родиною Грімальді різних земельних володінь, або внаслідок укладених шлюбів, хоча останнім часом реальної влади над титульними землями князь Монако не має.

## Правителі Монако

### Грімальді
1. Реньє I (1297—1301)

### Під владою Генуї 1301—1331
1. Карл I (1331—1342)

### Сеньйори Монако
1. Карл I (1342—1357)
2. Антуан (1352—1357)
3. Габріель (1352—1357)
4. Реньє II (1352—1357)

### Під владою Генуї 1357—1395
1. Луї (1395)
2. Жан I (1395)

### Під владою Генуї 1395—1397
1. Луї (1397—1402)

### Під владою Генуї 1402—1419
1. Жан I (1419—1436)
2. Амбруаз Ментонський (1419—1427)
3. Антуан Рокбрюнський (1419—1427)

### Окуповано Міланським герцогством 1436
1. Жан І (1436—1454)
2. Каталан (1454—1457)
3. Колодіна (1457—1458)
4. Ламбер (1458—1494)
5. Жан II (1494—1505)
6. Люсьєн (1505—1523)
7. Оноре I (1523—1581)
8. Карл II (1581—1589)
9. Еркюль (1589—1604)
10. Оноре II (1604—1612)

### Князі Монако
1. Оноре II (1612—1662)
2. Луї І (1662—1701)
3. Антуан І (1701—1731)
4. Луїза-Іполіта (1731)
5. Жак I (1731—1733)
6. Оноре III (1733—1793)

### Окуповано Австрійськими військами 1814
1. Оноре IV (1814—1819)
2. Оноре V (1819—1841)
3. Флорестан І (1841—1856)
4. Карл III (1856—1889)
5. Альбер I (1889—1922)
6. Луї II (1922—1949)
7. Реньє III (1949—2005)
8. Альбер II (2005-до сьогодні)

## Родовід князів Монако
|                                                                      |                                                                      |                                                                      |                                                                      |                                                                      |                                                                      |                                               |                                               | Гримальдо I Консул Генуї                                                 |                                                                          |                                                                          |                                                                          |                                                                          |                                                                          |                                  |                                  |                                                                         |                                                                         |                                                                         |                                                                         |                                                                         |                                                                         |  |  |                                                           |                                                           |                                                           |                                                           |                                                           |                                                           |  |  |                                                            |                                                            |                                                            |                                                            |                                                            |                                                            |
|                                                                      |                                                                      |                                                                      |                                                                      |                                                                      |                                                                      |                                               |                                               |                                                                          |                                                                          |                                                                          |                                                                          |                                                                          |                                                                          |                                  |                                  |                                                                         |                                                                         |                                                                         |                                                                         |                                                                         |                                                                         |  |  |                                                           |                                                           |                                                           |                                                           |                                                           |                                                           |  |  |                                                            |                                                            |                                                            |                                                            |                                                            |                                                            |
|                                                                      |                                                                      |                                                                      |                                                                      |                                                                      |                                                                      |                                               |                                               | Оберто                                                                   |                                                                          |                                                                          |                                                                          |                                                                          |                                                                          |                                  |                                  |                                                                         |                                                                         |                                                                         |                                                                         |                                                                         |                                                                         |  |  |                                                           |                                                           |                                                           |                                                           |                                                           |                                                           |  |  |                                                            |                                                            |                                                            |                                                            |                                                            |                                                            |
|                                                                      |                                                                      |                                                                      |                                                                      |                                                                      |                                                                      |                                               |                                               |                                                                          |                                                                          |                                                                          |                                                                          |                                                                          |                                                                          |                                  |                                  |                                                                         |                                                                         |                                                                         |                                                                         |                                                                         |                                                                         |  |  |                                                           |                                                           |                                                           |                                                           |                                                           |                                                           |  |  |                                                            |                                                            |                                                            |                                                            |                                                            |                                                            |
|                                                                      |                                                                      |                                                                      |                                                                      |                                                                      |                                                                      |                                               |                                               |                                                                          |                                                                          |                                                                          |                                                                          |                                                                          |                                                                          |                                  |                                  |                                                                         |                                                                         |                                                                         |                                                                         |                                                                         |                                                                         |  |  |                                                           |                                                           |                                                           |                                                           |                                                           |                                                           |  |  |                                                            |                                                            |                                                            |                                                            |                                                            |                                                            |
| Інгоне                                                               | Інгоне                                                               | Інгоне                                                               | Інгоне                                                               | Інгоне                                                               | Інгоне                                                               |                                               |                                               | Гримальдо II (1210—1258)                                                 | Гримальдо II (1210—1258)                                                 | Гримальдо II (1210—1258)                                                 | Гримальдо II (1210—1258)                                                 | Гримальдо II (1210—1258)                                                 | Гримальдо II (1210—1258)                                                 |                                  |                                  |                                                                         |                                                                         |                                                                         |                                                                         |                                                                         |                                                                         |  |  |                                                           |                                                           |                                                           |                                                           |                                                           |                                                           |  |  |                                                            |                                                            |                                                            |                                                            |                                                            |                                                            |
| Інгоне                                                               | Інгоне                                                               | Інгоне                                                               | Інгоне                                                               | Інгоне                                                               | Інгоне                                                               |                                               |                                               | Гримальдо II (1210—1258)                                                 | Гримальдо II (1210—1258)                                                 | Гримальдо II (1210—1258)                                                 | Гримальдо II (1210—1258)                                                 | Гримальдо II (1210—1258)                                                 | Гримальдо II (1210—1258)                                                 |                                  |                                  |                                                                         |                                                                         |                                                                         |                                                                         |                                                                         |                                                                         |  |  |                                                           |                                                           |                                                           |                                                           |                                                           |                                                           |  |  |                                                            |                                                            |                                                            |                                                            |                                                            |                                                            |
| Лука                                                                 | Лука                                                                 | Лука                                                                 | Лука                                                                 | Лука                                                                 | Лука                                                                 |                                               |                                               | Лафранко (розум. 1293)                                                   | Лафранко (розум. 1293)                                                   | Лафранко (розум. 1293)                                                   | Лафранко (розум. 1293)                                                   | Лафранко (розум. 1293)                                                   | Лафранко (розум. 1293)                                                   |                                  |                                  | Аурелія дель Каретто                                                    | Аурелія дель Каретто                                                    | Аурелія дель Каретто                                                    | Аурелія дель Каретто                                                    | Аурелія дель Каретто                                                    | Аурелія дель Каретто                                                    |  |  | Франческо Грімальді (нар. 1309) Сеньйор Монако1297 — 1309 | Франческо Грімальді (нар. 1309) Сеньйор Монако1297 — 1309 | Франческо Грімальді (нар. 1309) Сеньйор Монако1297 — 1309 | Франческо Грімальді (нар. 1309) Сеньйор Монако1297 — 1309 | Франческо Грімальді (нар. 1309) Сеньйор Монако1297 — 1309 | Франческо Грімальді (нар. 1309) Сеньйор Монако1297 — 1309 |  |  |                                                            |                                                            |                                                            |                                                            |                                                            |                                                            |
| Лука                                                                 | Лука                                                                 | Лука                                                                 | Лука                                                                 | Лука                                                                 | Лука                                                                 |                                               |                                               | Лафранко (розум. 1293)                                                   | Лафранко (розум. 1293)                                                   | Лафранко (розум. 1293)                                                   | Лафранко (розум. 1293)                                                   | Лафранко (розум. 1293)                                                   | Лафранко (розум. 1293)                                                   |                                  |                                  | Аурелія дель Каретто                                                    | Аурелія дель Каретто                                                    | Аурелія дель Каретто                                                    | Аурелія дель Каретто                                                    | Аурелія дель Каретто                                                    | Аурелія дель Каретто                                                    |  |  | Франческо Грімальді (нар. 1309) Сеньйор Монако1297 — 1309 | Франческо Грімальді (нар. 1309) Сеньйор Монако1297 — 1309 | Франческо Грімальді (нар. 1309) Сеньйор Монако1297 — 1309 | Франческо Грімальді (нар. 1309) Сеньйор Монако1297 — 1309 | Франческо Грімальді (нар. 1309) Сеньйор Монако1297 — 1309 | Франческо Грімальді (нар. 1309) Сеньйор Монако1297 — 1309 |  |  |                                                            |                                                            |                                                            |                                                            |                                                            |                                                            |
|                                                                      |                                                                      |                                                                      |                                                                      |                                                                      |                                                                      |                                               |                                               |                                                                          |                                                                          |                                                                          |                                                                          |                                                                          |                                                                          |                                  |                                  |                                                                         |                                                                         |                                                                         |                                                                         |                                                                         |                                                                         |  |  |                                                           |                                                           |                                                           |                                                           |                                                           |                                                           |  |  |                                                            |                                                            |                                                            |                                                            |                                                            |                                                            |
| Габріель                                                             | Габріель                                                             | Габріель                                                             | Габріель                                                             | Габріель                                                             | Габріель                                                             |                                               |                                               | Реньє I (1267 — 1314) Сеньйор Монако1309 — 1314                          | Реньє I (1267 — 1314) Сеньйор Монако1309 — 1314                          | Реньє I (1267 — 1314) Сеньйор Монако1309 — 1314                          | Реньє I (1267 — 1314) Сеньйор Монако1309 — 1314                          | Реньє I (1267 — 1314) Сеньйор Монако1309 — 1314                          | Реньє I (1267 — 1314) Сеньйор Монако1309 — 1314                          |                                  |                                  | Сальватіка дель Каретто                                                 | Сальватіка дель Каретто                                                 | Сальватіка дель Каретто                                                 | Сальватіка дель Каретто                                                 | Сальватіка дель Каретто                                                 | Сальватіка дель Каретто                                                 |  |  |                                                           |                                                           |                                                           |                                                           |                                                           |                                                           |  |  |                                                            |                                                            |                                                            |                                                            |                                                            |                                                            |
| Габріель                                                             | Габріель                                                             | Габріель                                                             | Габріель                                                             | Габріель                                                             | Габріель                                                             |                                               |                                               | Реньє I (1267 — 1314) Сеньйор Монако1309 — 1314                          | Реньє I (1267 — 1314) Сеньйор Монако1309 — 1314                          | Реньє I (1267 — 1314) Сеньйор Монако1309 — 1314                          | Реньє I (1267 — 1314) Сеньйор Монако1309 — 1314                          | Реньє I (1267 — 1314) Сеньйор Монако1309 — 1314                          | Реньє I (1267 — 1314) Сеньйор Монако1309 — 1314                          |                                  |                                  | Сальватіка дель Каретто                                                 | Сальватіка дель Каретто                                                 | Сальватіка дель Каретто                                                 | Сальватіка дель Каретто                                                 | Сальватіка дель Каретто                                                 | Сальватіка дель Каретто                                                 |  |  |                                                           |                                                           |                                                           |                                                           |                                                           |                                                           |  |  |                                                            |                                                            |                                                            |                                                            |                                                            |                                                            |
|                                                                      |                                                                      |                                                                      |                                                                      |                                                                      |                                                                      |                                               |                                               |                                                                          |                                                                          |                                                                          |                                                                          |                                                                          |                                                                          |                                  |                                  |                                                                         |                                                                         |                                                                         |                                                                         |                                                                         |                                                                         |  |  |                                                           |                                                           |                                                           |                                                           |                                                           |                                                           |  |  |                                                            |                                                            |                                                            |                                                            |                                                            |                                                            |
|                                                                      |                                                                      |                                                                      |                                                                      |                                                                      |                                                                      |                                               |                                               |                                                                          |                                                                          |                                                                          |                                                                          |                                                                          |                                                                          |                                  |                                  |                                                                         |                                                                         |                                                                         |                                                                         |                                                                         |                                                                         |  |  |                                                           |                                                           |                                                           |                                                           |                                                           |                                                           |  |  |                                                            |                                                            |                                                            |                                                            |                                                            |                                                            |
| Гаспар                                                               | Гаспар                                                               | Гаспар                                                               | Гаспар                                                               | Гаспар                                                               | Гаспар                                                               |                                               |                                               | Карл I Сеньйор Монако1342 — 1357                                         | Карл I Сеньйор Монако1342 — 1357                                         | Карл I Сеньйор Монако1342 — 1357                                         | Карл I Сеньйор Монако1342 — 1357                                         | Карл I Сеньйор Монако1342 — 1357                                         | Карл I Сеньйор Монако1342 — 1357                                         |                                  |                                  | Люччіна Спинола                                                         | Люччіна Спинола                                                         | Люччіна Спинола                                                         | Люччіна Спинола                                                         | Люччіна Спинола                                                         | Люччіна Спинола                                                         |  |  | Антуан сеньйор Монако1352 — 1357                          | Антуан сеньйор Монако1352 — 1357                          | Антуан сеньйор Монако1352 — 1357                          | Антуан сеньйор Монако1352 — 1357                          | Антуан сеньйор Монако1352 — 1357                          | Антуан сеньйор Монако1352 — 1357                          |  |  |                                                            |                                                            |                                                            |                                                            |                                                            |                                                            |
| Гаспар                                                               | Гаспар                                                               | Гаспар                                                               | Гаспар                                                               | Гаспар                                                               | Гаспар                                                               |                                               |                                               | Карл I Сеньйор Монако1342 — 1357                                         | Карл I Сеньйор Монако1342 — 1357                                         | Карл I Сеньйор Монако1342 — 1357                                         | Карл I Сеньйор Монако1342 — 1357                                         | Карл I Сеньйор Монако1342 — 1357                                         | Карл I Сеньйор Монако1342 — 1357                                         |                                  |                                  | Люччіна Спинола                                                         | Люччіна Спинола                                                         | Люччіна Спинола                                                         | Люччіна Спинола                                                         | Люччіна Спинола                                                         | Люччіна Спинола                                                         |  |  | Антуан сеньйор Монако1352 — 1357                          | Антуан сеньйор Монако1352 — 1357                          | Антуан сеньйор Монако1352 — 1357                          | Антуан сеньйор Монако1352 — 1357                          | Антуан сеньйор Монако1352 — 1357                          | Антуан сеньйор Монако1352 — 1357                          |  |  |                                                            |                                                            |                                                            |                                                            |                                                            |                                                            |
|                                                                      |                                                                      |                                                                      |                                                                      |                                                                      |                                                                      |                                               |                                               |                                                                          |                                                                          |                                                                          |                                                                          |                                                                          |                                                                          |                                  |                                  |                                                                         |                                                                         |                                                                         |                                                                         |                                                                         |                                                                         |  |  |                                                           |                                                           |                                                           |                                                           |                                                           |                                                           |  |  |                                                            |                                                            |                                                            |                                                            |                                                            |                                                            |
|                                                                      |                                                                      |                                                                      |                                                                      |                                                                      |                                                                      |                                               |                                               |                                                                          |                                                                          |                                                                          |                                                                          |                                                                          |                                                                          |                                  |                                  |                                                                         |                                                                         |                                                                         |                                                                         |                                                                         |                                                                         |  |  |                                                           |                                                           |                                                           |                                                           |                                                           |                                                           |  |  |                                                            |                                                            |                                                            |                                                            |                                                            |                                                            |
| Антоніо                                                              | Антоніо                                                              | Антоніо                                                              | Антоніо                                                              | Антоніо                                                              | Антоніо                                                              |                                               |                                               | Реньє II (розум. 1407) Сеньйор Монако1352 — 1357                         | Реньє II (розум. 1407) Сеньйор Монако1352 — 1357                         | Реньє II (розум. 1407) Сеньйор Монако1352 — 1357                         | Реньє II (розум. 1407) Сеньйор Монако1352 — 1357                         | Реньє II (розум. 1407) Сеньйор Монако1352 — 1357                         | Реньє II (розум. 1407) Сеньйор Монако1352 — 1357                         |                                  |                                  | Ізабелла Азінарі                                                        | Ізабелла Азінарі                                                        | Ізабелла Азінарі                                                        | Ізабелла Азінарі                                                        | Ізабелла Азінарі                                                        | Ізабелла Азінарі                                                        |  |  | Габріель сеньйор Монако1352 — 1357                        | Габріель сеньйор Монако1352 — 1357                        | Габріель сеньйор Монако1352 — 1357                        | Габріель сеньйор Монако1352 — 1357                        | Габріель сеньйор Монако1352 — 1357                        | Габріель сеньйор Монако1352 — 1357                        |  |  |                                                            |                                                            |                                                            |                                                            |                                                            |                                                            |
| Антоніо                                                              | Антоніо                                                              | Антоніо                                                              | Антоніо                                                              | Антоніо                                                              | Антоніо                                                              |                                               |                                               | Реньє II (розум. 1407) Сеньйор Монако1352 — 1357                         | Реньє II (розум. 1407) Сеньйор Монако1352 — 1357                         | Реньє II (розум. 1407) Сеньйор Монако1352 — 1357                         | Реньє II (розум. 1407) Сеньйор Монако1352 — 1357                         | Реньє II (розум. 1407) Сеньйор Монако1352 — 1357                         | Реньє II (розум. 1407) Сеньйор Монако1352 — 1357                         |                                  |                                  | Ізабелла Азінарі                                                        | Ізабелла Азінарі                                                        | Ізабелла Азінарі                                                        | Ізабелла Азінарі                                                        | Ізабелла Азінарі                                                        | Ізабелла Азінарі                                                        |  |  | Габріель сеньйор Монако1352 — 1357                        | Габріель сеньйор Монако1352 — 1357                        | Габріель сеньйор Монако1352 — 1357                        | Габріель сеньйор Монако1352 — 1357                        | Габріель сеньйор Монако1352 — 1357                        | Габріель сеньйор Монако1352 — 1357                        |  |  |                                                            |                                                            |                                                            |                                                            |                                                            |                                                            |
|                                                                      |                                                                      |                                                                      |                                                                      |                                                                      |                                                                      |                                               |                                               |                                                                          |                                                                          |                                                                          |                                                                          |                                                                          |                                                                          |                                  |                                  |                                                                         |                                                                         |                                                                         |                                                                         |                                                                         |                                                                         |  |  |                                                           |                                                           |                                                           |                                                           |                                                           |                                                           |  |  |                                                            |                                                            |                                                            |                                                            |                                                            |                                                            |
|                                                                      |                                                                      |                                                                      |                                                                      |                                                                      |                                                                      |                                               |                                               |                                                                          |                                                                          |                                                                          |                                                                          |                                                                          |                                                                          |                                  |                                  |                                                                         |                                                                         |                                                                         |                                                                         |                                                                         |                                                                         |  |  |                                                           |                                                           |                                                           |                                                           |                                                           |                                                           |  |  |                                                            |                                                            |                                                            |                                                            |                                                            |                                                            |
| Лука                                                                 | Лука                                                                 | Лука                                                                 | Лука                                                                 | Лука                                                                 | Лука                                                                 |                                               |                                               | Жан I Сеньйор Монако 1395, 1419 — 1454                                   | Жан I Сеньйор Монако 1395, 1419 — 1454                                   | Жан I Сеньйор Монако 1395, 1419 — 1454                                   | Жан I Сеньйор Монако 1395, 1419 — 1454                                   | Жан I Сеньйор Монако 1395, 1419 — 1454                                   | Жан I Сеньйор Монако 1395, 1419 — 1454                                   |                                  |                                  | Помелліна Фрегосо (1387 — 1468) Регент 1457 — 1458                      | Помелліна Фрегосо (1387 — 1468) Регент 1457 — 1458                      | Помелліна Фрегосо (1387 — 1468) Регент 1457 — 1458                      | Помелліна Фрегосо (1387 — 1468) Регент 1457 — 1458                      | Помелліна Фрегосо (1387 — 1468) Регент 1457 — 1458                      | Помелліна Фрегосо (1387 — 1468) Регент 1457 — 1458                      |  |  | Антуан Сеньйор Монако1419 — 1427                          | Антуан Сеньйор Монако1419 — 1427                          | Антуан Сеньйор Монако1419 — 1427                          | Антуан Сеньйор Монако1419 — 1427                          | Антуан Сеньйор Монако1419 — 1427                          | Антуан Сеньйор Монако1419 — 1427                          |  |  | Амбруаз Сеньйор Монако1419 — 1427                          | Амбруаз Сеньйор Монако1419 — 1427                          | Амбруаз Сеньйор Монако1419 — 1427                          | Амбруаз Сеньйор Монако1419 — 1427                          | Амбруаз Сеньйор Монако1419 — 1427                          | Амбруаз Сеньйор Монако1419 — 1427                          |
| Лука                                                                 | Лука                                                                 | Лука                                                                 | Лука                                                                 | Лука                                                                 | Лука                                                                 |                                               |                                               | Жан I Сеньйор Монако 1395, 1419 — 1454                                   | Жан I Сеньйор Монако 1395, 1419 — 1454                                   | Жан I Сеньйор Монако 1395, 1419 — 1454                                   | Жан I Сеньйор Монако 1395, 1419 — 1454                                   | Жан I Сеньйор Монако 1395, 1419 — 1454                                   | Жан I Сеньйор Монако 1395, 1419 — 1454                                   |                                  |                                  | Помелліна Фрегосо (1387 — 1468) Регент 1457 — 1458                      | Помелліна Фрегосо (1387 — 1468) Регент 1457 — 1458                      | Помелліна Фрегосо (1387 — 1468) Регент 1457 — 1458                      | Помелліна Фрегосо (1387 — 1468) Регент 1457 — 1458                      | Помелліна Фрегосо (1387 — 1468) Регент 1457 — 1458                      | Помелліна Фрегосо (1387 — 1468) Регент 1457 — 1458                      |  |  | Антуан Сеньйор Монако1419 — 1427                          | Антуан Сеньйор Монако1419 — 1427                          | Антуан Сеньйор Монако1419 — 1427                          | Антуан Сеньйор Монако1419 — 1427                          | Антуан Сеньйор Монако1419 — 1427                          | Антуан Сеньйор Монако1419 — 1427                          |  |  | Амбруаз Сеньйор Монако1419 — 1427                          | Амбруаз Сеньйор Монако1419 — 1427                          | Амбруаз Сеньйор Монако1419 — 1427                          | Амбруаз Сеньйор Монако1419 — 1427                          | Амбруаз Сеньйор Монако1419 — 1427                          | Амбруаз Сеньйор Монако1419 — 1427                          |
|                                                                      |                                                                      |                                                                      |                                                                      |                                                                      |                                                                      |                                               |                                               |                                                                          |                                                                          |                                                                          |                                                                          |                                                                          |                                                                          |                                  |                                  |                                                                         |                                                                         |                                                                         |                                                                         |                                                                         |                                                                         |  |  |                                                           |                                                           |                                                           |                                                           |                                                           |                                                           |  |  |                                                            |                                                            |                                                            |                                                            |                                                            |                                                            |
| Нікколо                                                              | Нікколо                                                              | Нікколо                                                              | Нікколо                                                              | Нікколо                                                              | Нікколо                                                              |                                               |                                               | Каталан Сеньйор Монако1454 — 1457                                        | Каталан Сеньйор Монако1454 — 1457                                        | Каталан Сеньйор Монако1454 — 1457                                        | Каталан Сеньйор Монако1454 — 1457                                        | Каталан Сеньйор Монако1454 — 1457                                        | Каталан Сеньйор Монако1454 — 1457                                        |                                  |                                  | Б'янка дель Каретто                                                     | Б'янка дель Каретто                                                     | Б'янка дель Каретто                                                     | Б'янка дель Каретто                                                     | Б'янка дель Каретто                                                     | Б'янка дель Каретто                                                     |  |  |                                                           |                                                           |                                                           |                                                           |                                                           |                                                           |  |  |                                                            |                                                            |                                                            |                                                            |                                                            |                                                            |
| Нікколо                                                              | Нікколо                                                              | Нікколо                                                              | Нікколо                                                              | Нікколо                                                              | Нікколо                                                              |                                               |                                               | Каталан Сеньйор Монако1454 — 1457                                        | Каталан Сеньйор Монако1454 — 1457                                        | Каталан Сеньйор Монако1454 — 1457                                        | Каталан Сеньйор Монако1454 — 1457                                        | Каталан Сеньйор Монако1454 — 1457                                        | Каталан Сеньйор Монако1454 — 1457                                        |                                  |                                  | Б'янка дель Каретто                                                     | Б'янка дель Каретто                                                     | Б'янка дель Каретто                                                     | Б'янка дель Каретто                                                     | Б'янка дель Каретто                                                     | Б'янка дель Каретто                                                     |  |  |                                                           |                                                           |                                                           |                                                           |                                                           |                                                           |  |  |                                                            |                                                            |                                                            |                                                            |                                                            |                                                            |
|                                                                      |                                                                      |                                                                      |                                                                      |                                                                      |                                                                      |                                               |                                               |                                                                          |                                                                          |                                                                          |                                                                          |                                                                          |                                                                          |                                  |                                  |                                                                         |                                                                         |                                                                         |                                                                         |                                                                         |                                                                         |  |  |                                                           |                                                           |                                                           |                                                           |                                                           |                                                           |  |  |                                                            |                                                            |                                                            |                                                            |                                                            |                                                            |
| Ламбер (1420 — 1494) Сеньйор Монако1458 — 1494                       | Ламбер (1420 — 1494) Сеньйор Монако1458 — 1494                       | Ламбер (1420 — 1494) Сеньйор Монако1458 — 1494                       | Ламбер (1420 — 1494) Сеньйор Монако1458 — 1494                       | Ламбер (1420 — 1494) Сеньйор Монако1458 — 1494                       | Ламбер (1420 — 1494) Сеньйор Монако1458 — 1494                       |                                               |                                               | Клодіна (1451 — 1515) Сеньйора Монако1457 — 1458                         | Клодіна (1451 — 1515) Сеньйора Монако1457 — 1458                         | Клодіна (1451 — 1515) Сеньйора Монако1457 — 1458                         | Клодіна (1451 — 1515) Сеньйора Монако1457 — 1458                         | Клодіна (1451 — 1515) Сеньйора Монако1457 — 1458                         | Клодіна (1451 — 1515) Сеньйора Монако1457 — 1458                         |                                  |                                  |                                                                         |                                                                         |                                                                         |                                                                         |                                                                         |                                                                         |  |  |                                                           |                                                           |                                                           |                                                           |                                                           |                                                           |  |  |                                                            |                                                            |                                                            |                                                            |                                                            |                                                            |
| Ламбер (1420 — 1494) Сеньйор Монако1458 — 1494                       | Ламбер (1420 — 1494) Сеньйор Монако1458 — 1494                       | Ламбер (1420 — 1494) Сеньйор Монако1458 — 1494                       | Ламбер (1420 — 1494) Сеньйор Монако1458 — 1494                       | Ламбер (1420 — 1494) Сеньйор Монако1458 — 1494                       | Ламбер (1420 — 1494) Сеньйор Монако1458 — 1494                       |                                               |                                               | Клодіна (1451 — 1515) Сеньйора Монако1457 — 1458                         | Клодіна (1451 — 1515) Сеньйора Монако1457 — 1458                         | Клодіна (1451 — 1515) Сеньйора Монако1457 — 1458                         | Клодіна (1451 — 1515) Сеньйора Монако1457 — 1458                         | Клодіна (1451 — 1515) Сеньйора Монако1457 — 1458                         | Клодіна (1451 — 1515) Сеньйора Монако1457 — 1458                         |                                  |                                  |                                                                         |                                                                         |                                                                         |                                                                         |                                                                         |                                                                         |  |  |                                                           |                                                           |                                                           |                                                           |                                                           |                                                           |  |  |                                                            |                                                            |                                                            |                                                            |                                                            |                                                            |
|                                                                      |                                                                      |                                                                      |                                                                      |                                                                      |                                                                      |                                               |                                               |                                                                          |                                                                          |                                                                          |                                                                          |                                                                          |                                                                          |                                  |                                  |                                                                         |                                                                         |                                                                         |                                                                         |                                                                         |                                                                         |  |  |                                                           |                                                           |                                                           |                                                           |                                                           |                                                           |  |  |                                                            |                                                            |                                                            |                                                            |                                                            |                                                            |
|                                                                      |                                                                      |                                                                      |                                                                      |                                                                      |                                                                      |                                               |                                               |                                                                          |                                                                          |                                                                          |                                                                          |                                                                          |                                                                          |                                  |                                  |                                                                         |                                                                         |                                                                         |                                                                         |                                                                         |                                                                         |  |  |                                                           |                                                           |                                                           |                                                           |                                                           |                                                           |  |  |                                                            |                                                            |                                                            |                                                            |                                                            |                                                            |
| Жан II (1468 — 1505) сеньйор Монако 1494 — 1505                      | Жан II (1468 — 1505) сеньйор Монако 1494 — 1505                      | Жан II (1468 — 1505) сеньйор Монако 1494 — 1505                      | Жан II (1468 — 1505) сеньйор Монако 1494 — 1505                      | Жан II (1468 — 1505) сеньйор Монако 1494 — 1505                      | Жан II (1468 — 1505) сеньйор Монако 1494 — 1505                      |                                               |                                               | Люсьєн (1487 — 1523) сеньйор Монако1505 — 1523                           | Люсьєн (1487 — 1523) сеньйор Монако1505 — 1523                           | Люсьєн (1487 — 1523) сеньйор Монако1505 — 1523                           | Люсьєн (1487 — 1523) сеньйор Монако1505 — 1523                           | Люсьєн (1487 — 1523) сеньйор Монако1505 — 1523                           | Люсьєн (1487 — 1523) сеньйор Монако1505 — 1523                           |                                  |                                  | Жанна де Понтеве-Кабані (розум. 1543)                                   | Жанна де Понтеве-Кабані (розум. 1543)                                   | Жанна де Понтеве-Кабані (розум. 1543)                                   | Жанна де Понтеве-Кабані (розум. 1543)                                   | Жанна де Понтеве-Кабані (розум. 1543)                                   | Жанна де Понтеве-Кабані (розум. 1543)                                   |  |  | Августин, єпископ Грасса (1482 — 1532) Регент 1523 — 1532 | Августин, єпископ Грасса (1482 — 1532) Регент 1523 — 1532 | Августин, єпископ Грасса (1482 — 1532) Регент 1523 — 1532 | Августин, єпископ Грасса (1482 — 1532) Регент 1523 — 1532 | Августин, єпископ Грасса (1482 — 1532) Регент 1523 — 1532 | Августин, єпископ Грасса (1482 — 1532) Регент 1523 — 1532 |  |  | Джанбаттіста Грімальді                                     | Джанбаттіста Грімальді                                     | Джанбаттіста Грімальді                                     | Джанбаттіста Грімальді                                     | Джанбаттіста Грімальді                                     | Джанбаттіста Грімальді                                     |
| Жан II (1468 — 1505) сеньйор Монако 1494 — 1505                      | Жан II (1468 — 1505) сеньйор Монако 1494 — 1505                      | Жан II (1468 — 1505) сеньйор Монако 1494 — 1505                      | Жан II (1468 — 1505) сеньйор Монако 1494 — 1505                      | Жан II (1468 — 1505) сеньйор Монако 1494 — 1505                      | Жан II (1468 — 1505) сеньйор Монако 1494 — 1505                      |                                               |                                               | Люсьєн (1487 — 1523) сеньйор Монако1505 — 1523                           | Люсьєн (1487 — 1523) сеньйор Монако1505 — 1523                           | Люсьєн (1487 — 1523) сеньйор Монако1505 — 1523                           | Люсьєн (1487 — 1523) сеньйор Монако1505 — 1523                           | Люсьєн (1487 — 1523) сеньйор Монако1505 — 1523                           | Люсьєн (1487 — 1523) сеньйор Монако1505 — 1523                           |                                  |                                  | Жанна де Понтеве-Кабані (розум. 1543)                                   | Жанна де Понтеве-Кабані (розум. 1543)                                   | Жанна де Понтеве-Кабані (розум. 1543)                                   | Жанна де Понтеве-Кабані (розум. 1543)                                   | Жанна де Понтеве-Кабані (розум. 1543)                                   | Жанна де Понтеве-Кабані (розум. 1543)                                   |  |  | Августин, єпископ Грасса (1482 — 1532) Регент 1523 — 1532 | Августин, єпископ Грасса (1482 — 1532) Регент 1523 — 1532 | Августин, єпископ Грасса (1482 — 1532) Регент 1523 — 1532 | Августин, єпископ Грасса (1482 — 1532) Регент 1523 — 1532 | Августин, єпископ Грасса (1482 — 1532) Регент 1523 — 1532 | Августин, єпископ Грасса (1482 — 1532) Регент 1523 — 1532 |  |  | Джанбаттіста Грімальді                                     | Джанбаттіста Грімальді                                     | Джанбаттіста Грімальді                                     | Джанбаттіста Грімальді                                     | Джанбаттіста Грімальді                                     | Джанбаттіста Грімальді                                     |
|                                                                      |                                                                      |                                                                      |                                                                      |                                                                      |                                                                      |                                               |                                               |                                                                          |                                                                          |                                                                          |                                                                          |                                                                          |                                                                          |                                  |                                  |                                                                         |                                                                         |                                                                         |                                                                         |                                                                         |                                                                         |  |  |                                                           |                                                           |                                                           |                                                           |                                                           |                                                           |  |  |                                                            |                                                            |                                                            |                                                            |                                                            |                                                            |
|                                                                      |                                                                      |                                                                      |                                                                      |                                                                      |                                                                      |                                               |                                               |                                                                          |                                                                          |                                                                          |                                                                          |                                                                          |                                                                          |                                  |                                  |                                                                         |                                                                         |                                                                         |                                                                         |                                                                         |                                                                         |  |  |                                                           |                                                           |                                                           |                                                           |                                                           |                                                           |  |  |                                                            |                                                            |                                                            |                                                            |                                                            |                                                            |
|                                                                      |                                                                      |                                                                      |                                                                      |                                                                      |                                                                      |                                               |                                               | Оноре I (1522 — 1581) Сеньйор Монако1523 — 1581                          | Оноре I (1522 — 1581) Сеньйор Монако1523 — 1581                          | Оноре I (1522 — 1581) Сеньйор Монако1523 — 1581                          | Оноре I (1522 — 1581) Сеньйор Монако1523 — 1581                          | Оноре I (1522 — 1581) Сеньйор Монако1523 — 1581                          | Оноре I (1522 — 1581) Сеньйор Монако1523 — 1581                          |                                  |                                  | Ізабелла Грімальді                                                      | Ізабелла Грімальді                                                      | Ізабелла Грімальді                                                      | Ізабелла Грімальді                                                      | Ізабелла Грімальді                                                      | Ізабелла Грімальді                                                      |  |  |                                                           |                                                           |                                                           |                                                           |                                                           |                                                           |  |  |                                                            |                                                            |                                                            |                                                            |                                                            |                                                            |
|                                                                      |                                                                      |                                                                      |                                                                      |                                                                      |                                                                      |                                               |                                               | Оноре I (1522 — 1581) Сеньйор Монако1523 — 1581                          | Оноре I (1522 — 1581) Сеньйор Монако1523 — 1581                          | Оноре I (1522 — 1581) Сеньйор Монако1523 — 1581                          | Оноре I (1522 — 1581) Сеньйор Монако1523 — 1581                          | Оноре I (1522 — 1581) Сеньйор Монако1523 — 1581                          | Оноре I (1522 — 1581) Сеньйор Монако1523 — 1581                          |                                  |                                  | Ізабелла Грімальді                                                      | Ізабелла Грімальді                                                      | Ізабелла Грімальді                                                      | Ізабелла Грімальді                                                      | Ізабелла Грімальді                                                      | Ізабелла Грімальді                                                      |  |  |                                                           |                                                           |                                                           |                                                           |                                                           |                                                           |  |  |                                                            |                                                            |                                                            |                                                            |                                                            |                                                            |
|                                                                      |                                                                      |                                                                      |                                                                      |                                                                      |                                                                      |                                               |                                               |                                                                          |                                                                          |                                                                          |                                                                          |                                                                          |                                                                          |                                  |                                  |                                                                         |                                                                         |                                                                         |                                                                         |                                                                         |                                                                         |  |  |                                                           |                                                           |                                                           |                                                           |                                                           |                                                           |  |  |                                                            |                                                            |                                                            |                                                            |                                                            |                                                            |
|                                                                      |                                                                      |                                                                      |                                                                      |                                                                      |                                                                      |                                               |                                               |                                                                          |                                                                          |                                                                          |                                                                          |                                                                          |                                                                          |                                  |                                  |                                                                         |                                                                         |                                                                         |                                                                         |                                                                         |                                                                         |  |  |                                                           |                                                           |                                                           |                                                           |                                                           |                                                           |  |  |                                                            |                                                            |                                                            |                                                            |                                                            |                                                            |
| Карл II (1555 — 1589) сеньйор Монако1581 — 1589                      | Карл II (1555 — 1589) сеньйор Монако1581 — 1589                      | Карл II (1555 — 1589) сеньйор Монако1581 — 1589                      | Карл II (1555 — 1589) сеньйор Монако1581 — 1589                      | Карл II (1555 — 1589) сеньйор Монако1581 — 1589                      | Карл II (1555 — 1589) сеньйор Монако1581 — 1589                      |                                               |                                               | Еркюль (1562 — 1604) Сеньйор Монако1589 — 1604                           | Еркюль (1562 — 1604) Сеньйор Монако1589 — 1604                           | Еркюль (1562 — 1604) Сеньйор Монако1589 — 1604                           | Еркюль (1562 — 1604) Сеньйор Монако1589 — 1604                           | Еркюль (1562 — 1604) Сеньйор Монако1589 — 1604                           | Еркюль (1562 — 1604) Сеньйор Монако1589 — 1604                           |                                  |                                  | Марія Ланді                                                             | Марія Ланді                                                             | Марія Ланді                                                             | Марія Ланді                                                             | Марія Ланді                                                             | Марія Ланді                                                             |  |  | Франсуа (1557 — 1586)                                     | Франсуа (1557 — 1586)                                     | Франсуа (1557 — 1586)                                     | Франсуа (1557 — 1586)                                     | Франсуа (1557 — 1586)                                     | Франсуа (1557 — 1586)                                     |  |  |                                                            |                                                            |                                                            |                                                            |                                                            |                                                            |
| Карл II (1555 — 1589) сеньйор Монако1581 — 1589                      | Карл II (1555 — 1589) сеньйор Монако1581 — 1589                      | Карл II (1555 — 1589) сеньйор Монако1581 — 1589                      | Карл II (1555 — 1589) сеньйор Монако1581 — 1589                      | Карл II (1555 — 1589) сеньйор Монако1581 — 1589                      | Карл II (1555 — 1589) сеньйор Монако1581 — 1589                      |                                               |                                               | Еркюль (1562 — 1604) Сеньйор Монако1589 — 1604                           | Еркюль (1562 — 1604) Сеньйор Монако1589 — 1604                           | Еркюль (1562 — 1604) Сеньйор Монако1589 — 1604                           | Еркюль (1562 — 1604) Сеньйор Монако1589 — 1604                           | Еркюль (1562 — 1604) Сеньйор Монако1589 — 1604                           | Еркюль (1562 — 1604) Сеньйор Монако1589 — 1604                           |                                  |                                  | Марія Ланді                                                             | Марія Ланді                                                             | Марія Ланді                                                             | Марія Ланді                                                             | Марія Ланді                                                             | Марія Ланді                                                             |  |  | Франсуа (1557 — 1586)                                     | Франсуа (1557 — 1586)                                     | Франсуа (1557 — 1586)                                     | Франсуа (1557 — 1586)                                     | Франсуа (1557 — 1586)                                     | Франсуа (1557 — 1586)                                     |  |  |                                                            |                                                            |                                                            |                                                            |                                                            |                                                            |
|                                                                      |                                                                      |                                                                      |                                                                      |                                                                      |                                                                      |                                               |                                               |                                                                          |                                                                          |                                                                          |                                                                          |                                                                          |                                                                          |                                  |                                  |                                                                         |                                                                         |                                                                         |                                                                         |                                                                         |                                                                         |  |  |                                                           |                                                           |                                                           |                                                           |                                                           |                                                           |  |  |                                                            |                                                            |                                                            |                                                            |                                                            |                                                            |
|                                                                      |                                                                      |                                                                      |                                                                      |                                                                      |                                                                      |                                               |                                               | Оноре II (1597 — 1662) Сеньйор Монако1604 — 1612 Князь Монако1612 — 1662 | Оноре II (1597 — 1662) Сеньйор Монако1604 — 1612 Князь Монако1612 — 1662 | Оноре II (1597 — 1662) Сеньйор Монако1604 — 1612 Князь Монако1612 — 1662 | Оноре II (1597 — 1662) Сеньйор Монако1604 — 1612 Князь Монако1612 — 1662 | Оноре II (1597 — 1662) Сеньйор Монако1604 — 1612 Князь Монако1612 — 1662 | Оноре II (1597 — 1662) Сеньйор Монако1604 — 1612 Князь Монако1612 — 1662 |                                  |                                  | Іполита Трівульціо (1600 — 1638)                                        | Іполита Трівульціо (1600 — 1638)                                        | Іполита Трівульціо (1600 — 1638)                                        | Іполита Трівульціо (1600 — 1638)                                        | Іполита Трівульціо (1600 — 1638)                                        | Іполита Трівульціо (1600 — 1638)                                        |  |  |                                                           |                                                           |                                                           |                                                           |                                                           |                                                           |  |  |                                                            |                                                            |                                                            |                                                            |                                                            |                                                            |
|                                                                      |                                                                      |                                                                      |                                                                      |                                                                      |                                                                      |                                               |                                               | Оноре II (1597 — 1662) Сеньйор Монако1604 — 1612 Князь Монако1612 — 1662 | Оноре II (1597 — 1662) Сеньйор Монако1604 — 1612 Князь Монако1612 — 1662 | Оноре II (1597 — 1662) Сеньйор Монако1604 — 1612 Князь Монако1612 — 1662 | Оноре II (1597 — 1662) Сеньйор Монако1604 — 1612 Князь Монако1612 — 1662 | Оноре II (1597 — 1662) Сеньйор Монако1604 — 1612 Князь Монако1612 — 1662 | Оноре II (1597 — 1662) Сеньйор Монако1604 — 1612 Князь Монако1612 — 1662 |                                  |                                  | Іполита Трівульціо (1600 — 1638)                                        | Іполита Трівульціо (1600 — 1638)                                        | Іполита Трівульціо (1600 — 1638)                                        | Іполита Трівульціо (1600 — 1638)                                        | Іполита Трівульціо (1600 — 1638)                                        | Іполита Трівульціо (1600 — 1638)                                        |  |  |                                                           |                                                           |                                                           |                                                           |                                                           |                                                           |  |  |                                                            |                                                            |                                                            |                                                            |                                                            |                                                            |
|                                                                      |                                                                      |                                                                      |                                                                      |                                                                      |                                                                      |                                               |                                               |                                                                          |                                                                          |                                                                          |                                                                          |                                                                          |                                                                          |                                  |                                  |                                                                         |                                                                         |                                                                         |                                                                         |                                                                         |                                                                         |  |  |                                                           |                                                           |                                                           |                                                           |                                                           |                                                           |  |  |                                                            |                                                            |                                                            |                                                            |                                                            |                                                            |
|                                                                      |                                                                      |                                                                      |                                                                      |                                                                      |                                                                      |                                               |                                               | Еркюль, маркіз де Бо (1623 — 1651)                                       | Еркюль, маркіз де Бо (1623 — 1651)                                       | Еркюль, маркіз де Бо (1623 — 1651)                                       | Еркюль, маркіз де Бо (1623 — 1651)                                       | Еркюль, маркіз де Бо (1623 — 1651)                                       | Еркюль, маркіз де Бо (1623 — 1651)                                       |                                  |                                  | Марія-Аурелія Спінола (розум. 1670)                                     | Марія-Аурелія Спінола (розум. 1670)                                     | Марія-Аурелія Спінола (розум. 1670)                                     | Марія-Аурелія Спінола (розум. 1670)                                     | Марія-Аурелія Спінола (розум. 1670)                                     | Марія-Аурелія Спінола (розум. 1670)                                     |  |  |                                                           |                                                           |                                                           |                                                           |                                                           |                                                           |  |  |                                                            |                                                            |                                                            |                                                            |                                                            |                                                            |
|                                                                      |                                                                      |                                                                      |                                                                      |                                                                      |                                                                      |                                               |                                               | Еркюль, маркіз де Бо (1623 — 1651)                                       | Еркюль, маркіз де Бо (1623 — 1651)                                       | Еркюль, маркіз де Бо (1623 — 1651)                                       | Еркюль, маркіз де Бо (1623 — 1651)                                       | Еркюль, маркіз де Бо (1623 — 1651)                                       | Еркюль, маркіз де Бо (1623 — 1651)                                       |                                  |                                  | Марія-Аурелія Спінола (розум. 1670)                                     | Марія-Аурелія Спінола (розум. 1670)                                     | Марія-Аурелія Спінола (розум. 1670)                                     | Марія-Аурелія Спінола (розум. 1670)                                     | Марія-Аурелія Спінола (розум. 1670)                                     | Марія-Аурелія Спінола (розум. 1670)                                     |  |  |                                                           |                                                           |                                                           |                                                           |                                                           |                                                           |  |  |                                                            |                                                            |                                                            |                                                            |                                                            |                                                            |
|                                                                      |                                                                      |                                                                      |                                                                      |                                                                      |                                                                      |                                               |                                               |                                                                          |                                                                          |                                                                          |                                                                          |                                                                          |                                                                          |                                  |                                  |                                                                         |                                                                         |                                                                         |                                                                         |                                                                         |                                                                         |  |  |                                                           |                                                           |                                                           |                                                           |                                                           |                                                           |  |  |                                                            |                                                            |                                                            |                                                            |                                                            |                                                            |
|                                                                      |                                                                      |                                                                      |                                                                      |                                                                      |                                                                      |                                               |                                               | Луї І (1642 — 1701) Князь Монако1662 — 1701                              | Луї І (1642 — 1701) Князь Монако1662 — 1701                              | Луї І (1642 — 1701) Князь Монако1662 — 1701                              | Луї І (1642 — 1701) Князь Монако1662 — 1701                              | Луї І (1642 — 1701) Князь Монако1662 — 1701                              | Луї І (1642 — 1701) Князь Монако1662 — 1701                              |                                  |                                  | Катерина-Шарлотта де Грамон (1639 — 1678)                               | Катерина-Шарлотта де Грамон (1639 — 1678)                               | Катерина-Шарлотта де Грамон (1639 — 1678)                               | Катерина-Шарлотта де Грамон (1639 — 1678)                               | Катерина-Шарлотта де Грамон (1639 — 1678)                               | Катерина-Шарлотта де Грамон (1639 — 1678)                               |  |  |                                                           |                                                           |                                                           |                                                           |                                                           |                                                           |  |  |                                                            |                                                            |                                                            |                                                            |                                                            |                                                            |
|                                                                      |                                                                      |                                                                      |                                                                      |                                                                      |                                                                      |                                               |                                               | Луї І (1642 — 1701) Князь Монако1662 — 1701                              | Луї І (1642 — 1701) Князь Монако1662 — 1701                              | Луї І (1642 — 1701) Князь Монако1662 — 1701                              | Луї І (1642 — 1701) Князь Монако1662 — 1701                              | Луї І (1642 — 1701) Князь Монако1662 — 1701                              | Луї І (1642 — 1701) Князь Монако1662 — 1701                              |                                  |                                  | Катерина-Шарлотта де Грамон (1639 — 1678)                               | Катерина-Шарлотта де Грамон (1639 — 1678)                               | Катерина-Шарлотта де Грамон (1639 — 1678)                               | Катерина-Шарлотта де Грамон (1639 — 1678)                               | Катерина-Шарлотта де Грамон (1639 — 1678)                               | Катерина-Шарлотта де Грамон (1639 — 1678)                               |  |  |                                                           |                                                           |                                                           |                                                           |                                                           |                                                           |  |  |                                                            |                                                            |                                                            |                                                            |                                                            |                                                            |
|                                                                      |                                                                      |                                                                      |                                                                      |                                                                      |                                                                      |                                               |                                               |                                                                          |                                                                          |                                                                          |                                                                          |                                                                          |                                                                          |                                  |                                  |                                                                         |                                                                         |                                                                         |                                                                         |                                                                         |                                                                         |  |  |                                                           |                                                           |                                                           |                                                           |                                                           |                                                           |  |  |                                                            |                                                            |                                                            |                                                            |                                                            |                                                            |
|                                                                      |                                                                      |                                                                      |                                                                      |                                                                      |                                                                      |                                               |                                               |                                                                          |                                                                          |                                                                          |                                                                          |                                                                          |                                                                          |                                  |                                  |                                                                         |                                                                         |                                                                         |                                                                         |                                                                         |                                                                         |  |  |                                                           |                                                           |                                                           |                                                           |                                                           |                                                           |  |  |                                                            |                                                            |                                                            |                                                            |                                                            |                                                            |
| Марія Лотарингська (1674 — 1724)                                     | Марія Лотарингська (1674 — 1724)                                     | Марія Лотарингська (1674 — 1724)                                     | Марія Лотарингська (1674 — 1724)                                     | Марія Лотарингська (1674 — 1724)                                     | Марія Лотарингська (1674 — 1724)                                     |                                               |                                               | Антуан I (1661 — 1731) Князь Монако1701 — 1731                           | Антуан I (1661 — 1731) Князь Монако1701 — 1731                           | Антуан I (1661 — 1731) Князь Монако1701 — 1731                           | Антуан I (1661 — 1731) Князь Монако1701 — 1731                           | Антуан I (1661 — 1731) Князь Монако1701 — 1731                           | Антуан I (1661 — 1731) Князь Монако1701 — 1731                           |                                  |                                  | Єлизавета Дюфор                                                         | Єлизавета Дюфор                                                         | Єлизавета Дюфор                                                         | Єлизавета Дюфор                                                         | Єлизавета Дюфор                                                         | Єлизавета Дюфор                                                         |  |  | Франсуа Оноре архієпископ Безансона (1669 — 1748)         | Франсуа Оноре архієпископ Безансона (1669 — 1748)         | Франсуа Оноре архієпископ Безансона (1669 — 1748)         | Франсуа Оноре архієпископ Безансона (1669 — 1748)         | Франсуа Оноре архієпископ Безансона (1669 — 1748)         | Франсуа Оноре архієпископ Безансона (1669 — 1748)         |  |  |                                                            |                                                            |                                                            |                                                            |                                                            |                                                            |
| Марія Лотарингська (1674 — 1724)                                     | Марія Лотарингська (1674 — 1724)                                     | Марія Лотарингська (1674 — 1724)                                     | Марія Лотарингська (1674 — 1724)                                     | Марія Лотарингська (1674 — 1724)                                     | Марія Лотарингська (1674 — 1724)                                     |                                               |                                               | Антуан I (1661 — 1731) Князь Монако1701 — 1731                           | Антуан I (1661 — 1731) Князь Монако1701 — 1731                           | Антуан I (1661 — 1731) Князь Монако1701 — 1731                           | Антуан I (1661 — 1731) Князь Монако1701 — 1731                           | Антуан I (1661 — 1731) Князь Монако1701 — 1731                           | Антуан I (1661 — 1731) Князь Монако1701 — 1731                           |                                  |                                  | Єлизавета Дюфор                                                         | Єлизавета Дюфор                                                         | Єлизавета Дюфор                                                         | Єлизавета Дюфор                                                         | Єлизавета Дюфор                                                         | Єлизавета Дюфор                                                         |  |  | Франсуа Оноре архієпископ Безансона (1669 — 1748)         | Франсуа Оноре архієпископ Безансона (1669 — 1748)         | Франсуа Оноре архієпископ Безансона (1669 — 1748)         | Франсуа Оноре архієпископ Безансона (1669 — 1748)         | Франсуа Оноре архієпископ Безансона (1669 — 1748)         | Франсуа Оноре архієпископ Безансона (1669 — 1748)         |  |  |                                                            |                                                            |                                                            |                                                            |                                                            |                                                            |
|                                                                      |                                                                      |                                                                      |                                                                      |                                                                      |                                                                      |                                               |                                               |                                                                          |                                                                          |                                                                          |                                                                          |                                                                          |                                                                          |                                  |                                  |                                                                         |                                                                         |                                                                         |                                                                         |                                                                         |                                                                         |  |  |                                                           |                                                           |                                                           |                                                           |                                                           |                                                           |  |  |                                                            |                                                            |                                                            |                                                            |                                                            |                                                            |
|                                                                      |                                                                      |                                                                      |                                                                      |                                                                      |                                                                      |                                               |                                               |                                                                          |                                                                          |                                                                          |                                                                          |                                                                          |                                                                          |                                  |                                  |                                                                         |                                                                         |                                                                         |                                                                         |                                                                         |                                                                         |  |  |                                                           |                                                           |                                                           |                                                           |                                                           |                                                           |  |  |                                                            |                                                            |                                                            |                                                            |                                                            |                                                            |
| Жак I (Жак де Гойона-Матіньон) (1689 — 1751) Князь Монако1731 — 1733 | Жак I (Жак де Гойона-Матіньон) (1689 — 1751) Князь Монако1731 — 1733 | Жак I (Жак де Гойона-Матіньон) (1689 — 1751) Князь Монако1731 — 1733 | Жак I (Жак де Гойона-Матіньон) (1689 — 1751) Князь Монако1731 — 1733 | Жак I (Жак де Гойона-Матіньон) (1689 — 1751) Князь Монако1731 — 1733 | Жак I (Жак де Гойона-Матіньон) (1689 — 1751) Князь Монако1731 — 1733 |                                               |                                               | Луїза-Іполіта (1697 — 1731) Княгиня Монако в 1731                        | Луїза-Іполіта (1697 — 1731) Княгиня Монако в 1731                        | Луїза-Іполіта (1697 — 1731) Княгиня Монако в 1731                        | Луїза-Іполіта (1697 — 1731) Княгиня Монако в 1731                        | Луїза-Іполіта (1697 — 1731) Княгиня Монако в 1731                        | Луїза-Іполіта (1697 — 1731) Княгиня Монако в 1731                        |                                  |                                  | Антуан Шарль шевальє де Грімальді (1697 — 1784) Регент 1732 — 1784      | Антуан Шарль шевальє де Грімальді (1697 — 1784) Регент 1732 — 1784      | Антуан Шарль шевальє де Грімальді (1697 — 1784) Регент 1732 — 1784      | Антуан Шарль шевальє де Грімальді (1697 — 1784) Регент 1732 — 1784      | Антуан Шарль шевальє де Грімальді (1697 — 1784) Регент 1732 — 1784      | Антуан Шарль шевальє де Грімальді (1697 — 1784) Регент 1732 — 1784      |  |  |                                                           |                                                           |                                                           |                                                           |                                                           |                                                           |  |  |                                                            |                                                            |                                                            |                                                            |                                                            |                                                            |
| Жак I (Жак де Гойона-Матіньон) (1689 — 1751) Князь Монако1731 — 1733 | Жак I (Жак де Гойона-Матіньон) (1689 — 1751) Князь Монако1731 — 1733 | Жак I (Жак де Гойона-Матіньон) (1689 — 1751) Князь Монако1731 — 1733 | Жак I (Жак де Гойона-Матіньон) (1689 — 1751) Князь Монако1731 — 1733 | Жак I (Жак де Гойона-Матіньон) (1689 — 1751) Князь Монако1731 — 1733 | Жак I (Жак де Гойона-Матіньон) (1689 — 1751) Князь Монако1731 — 1733 |                                               |                                               | Луїза-Іполіта (1697 — 1731) Княгиня Монако в 1731                        | Луїза-Іполіта (1697 — 1731) Княгиня Монако в 1731                        | Луїза-Іполіта (1697 — 1731) Княгиня Монако в 1731                        | Луїза-Іполіта (1697 — 1731) Княгиня Монако в 1731                        | Луїза-Іполіта (1697 — 1731) Княгиня Монако в 1731                        | Луїза-Іполіта (1697 — 1731) Княгиня Монако в 1731                        |                                  |                                  | Антуан Шарль шевальє де Грімальді (1697 — 1784) Регент 1732 — 1784      | Антуан Шарль шевальє де Грімальді (1697 — 1784) Регент 1732 — 1784      | Антуан Шарль шевальє де Грімальді (1697 — 1784) Регент 1732 — 1784      | Антуан Шарль шевальє де Грімальді (1697 — 1784) Регент 1732 — 1784      | Антуан Шарль шевальє де Грімальді (1697 — 1784) Регент 1732 — 1784      | Антуан Шарль шевальє де Грімальді (1697 — 1784) Регент 1732 — 1784      |  |  |                                                           |                                                           |                                                           |                                                           |                                                           |                                                           |  |  |                                                            |                                                            |                                                            |                                                            |                                                            |                                                            |
|                                                                      |                                                                      |                                                                      |                                                                      |                                                                      |                                                                      |                                               |                                               |                                                                          |                                                                          |                                                                          |                                                                          |                                                                          |                                                                          |                                  |                                  |                                                                         |                                                                         |                                                                         |                                                                         |                                                                         |                                                                         |  |  |                                                           |                                                           |                                                           |                                                           |                                                           |                                                           |  |  |                                                            |                                                            |                                                            |                                                            |                                                            |                                                            |
|                                                                      |                                                                      |                                                                      |                                                                      |                                                                      |                                                                      |                                               |                                               |                                                                          |                                                                          |                                                                          |                                                                          |                                                                          |                                                                          |                                  |                                  |                                                                         |                                                                         |                                                                         |                                                                         |                                                                         |                                                                         |  |  |                                                           |                                                           |                                                           |                                                           |                                                           |                                                           |  |  |                                                            |                                                            |                                                            |                                                            |                                                            |                                                            |
| Оноре III (1720 — 1795) князь Монако1733 — 1793                      | Оноре III (1720 — 1795) князь Монако1733 — 1793                      | Оноре III (1720 — 1795) князь Монако1733 — 1793                      | Оноре III (1720 — 1795) князь Монако1733 — 1793                      | Оноре III (1720 — 1795) князь Монако1733 — 1793                      | Оноре III (1720 — 1795) князь Монако1733 — 1793                      |                                               |                                               | Марія-Катерина де Бріньоль-Саль (1733 — 1814)                            | Марія-Катерина де Бріньоль-Саль (1733 — 1814)                            | Марія-Катерина де Бріньоль-Саль (1733 — 1814)                            | Марія-Катерина де Бріньоль-Саль (1733 — 1814)                            | Марія-Катерина де Бріньоль-Саль (1733 — 1814)                            | Марія-Катерина де Бріньоль-Саль (1733 — 1814)                            |                                  |                                  | Луї-Жозеф де Бурбон принц Конде (1736 — 1818)                           | Луї-Жозеф де Бурбон принц Конде (1736 — 1818)                           | Луї-Жозеф де Бурбон принц Конде (1736 — 1818)                           | Луї-Жозеф де Бурбон принц Конде (1736 — 1818)                           | Луї-Жозеф де Бурбон принц Конде (1736 — 1818)                           | Луї-Жозеф де Бурбон принц Конде (1736 — 1818)                           |  |  |                                                           |                                                           |                                                           |                                                           |                                                           |                                                           |  |  |                                                            |                                                            |                                                            |                                                            |                                                            |                                                            |
| Оноре III (1720 — 1795) князь Монако1733 — 1793                      | Оноре III (1720 — 1795) князь Монако1733 — 1793                      | Оноре III (1720 — 1795) князь Монако1733 — 1793                      | Оноре III (1720 — 1795) князь Монако1733 — 1793                      | Оноре III (1720 — 1795) князь Монако1733 — 1793                      | Оноре III (1720 — 1795) князь Монако1733 — 1793                      |                                               |                                               | Марія-Катерина де Бріньоль-Саль (1733 — 1814)                            | Марія-Катерина де Бріньоль-Саль (1733 — 1814)                            | Марія-Катерина де Бріньоль-Саль (1733 — 1814)                            | Марія-Катерина де Бріньоль-Саль (1733 — 1814)                            | Марія-Катерина де Бріньоль-Саль (1733 — 1814)                            | Марія-Катерина де Бріньоль-Саль (1733 — 1814)                            |                                  |                                  | Луї-Жозеф де Бурбон принц Конде (1736 — 1818)                           | Луї-Жозеф де Бурбон принц Конде (1736 — 1818)                           | Луї-Жозеф де Бурбон принц Конде (1736 — 1818)                           | Луї-Жозеф де Бурбон принц Конде (1736 — 1818)                           | Луї-Жозеф де Бурбон принц Конде (1736 — 1818)                           | Луї-Жозеф де Бурбон принц Конде (1736 — 1818)                           |  |  |                                                           |                                                           |                                                           |                                                           |                                                           |                                                           |  |  |                                                            |                                                            |                                                            |                                                            |                                                            |                                                            |
|                                                                      |                                                                      |                                                                      |                                                                      |                                                                      |                                                                      |                                               |                                               |                                                                          |                                                                          |                                                                          |                                                                          |                                                                          |                                                                          |                                  |                                  |                                                                         |                                                                         |                                                                         |                                                                         |                                                                         |                                                                         |  |  |                                                           |                                                           |                                                           |                                                           |                                                           |                                                           |  |  |                                                            |                                                            |                                                            |                                                            |                                                            |                                                            |
|                                                                      |                                                                      |                                                                      |                                                                      |                                                                      |                                                                      |                                               |                                               |                                                                          |                                                                          |                                                                          |                                                                          |                                                                          |                                                                          |                                  |                                  |                                                                         |                                                                         |                                                                         |                                                                         |                                                                         |                                                                         |  |  |                                                           |                                                           |                                                           |                                                           |                                                           |                                                           |  |  |                                                            |                                                            |                                                            |                                                            |                                                            |                                                            |
| Оноре IV (1758 — 1819) Князь Монако 1814 — 1819                      | Оноре IV (1758 — 1819) Князь Монако 1814 — 1819                      | Оноре IV (1758 — 1819) Князь Монако 1814 — 1819                      | Оноре IV (1758 — 1819) Князь Монако 1814 — 1819                      | Оноре IV (1758 — 1819) Князь Монако 1814 — 1819                      | Оноре IV (1758 — 1819) Князь Монако 1814 — 1819                      |                                               |                                               | Луїза д'Омон-Мазарен (1759 — 1826)                                       | Луїза д'Омон-Мазарен (1759 — 1826)                                       | Луїза д'Омон-Мазарен (1759 — 1826)                                       | Луїза д'Омон-Мазарен (1759 — 1826)                                       | Луїза д'Омон-Мазарен (1759 — 1826)                                       | Луїза д'Омон-Мазарен (1759 — 1826)                                       |                                  |                                  | Жозеф (1767 — 1816)                                                     | Жозеф (1767 — 1816)                                                     | Жозеф (1767 — 1816)                                                     | Жозеф (1767 — 1816)                                                     | Жозеф (1767 — 1816)                                                     | Жозеф (1767 — 1816)                                                     |  |  | Франсуаза-Тереза де Шуазель (страчена 1794 року)          | Франсуаза-Тереза де Шуазель (страчена 1794 року)          | Франсуаза-Тереза де Шуазель (страчена 1794 року)          | Франсуаза-Тереза де Шуазель (страчена 1794 року)          | Франсуаза-Тереза де Шуазель (страчена 1794 року)          | Франсуаза-Тереза де Шуазель (страчена 1794 року)          |  |  |                                                            |                                                            |                                                            |                                                            |                                                            |                                                            |
| Оноре IV (1758 — 1819) Князь Монако 1814 — 1819                      | Оноре IV (1758 — 1819) Князь Монако 1814 — 1819                      | Оноре IV (1758 — 1819) Князь Монако 1814 — 1819                      | Оноре IV (1758 — 1819) Князь Монако 1814 — 1819                      | Оноре IV (1758 — 1819) Князь Монако 1814 — 1819                      | Оноре IV (1758 — 1819) Князь Монако 1814 — 1819                      |                                               |                                               | Луїза д'Омон-Мазарен (1759 — 1826)                                       | Луїза д'Омон-Мазарен (1759 — 1826)                                       | Луїза д'Омон-Мазарен (1759 — 1826)                                       | Луїза д'Омон-Мазарен (1759 — 1826)                                       | Луїза д'Омон-Мазарен (1759 — 1826)                                       | Луїза д'Омон-Мазарен (1759 — 1826)                                       |                                  |                                  | Жозеф (1767 — 1816)                                                     | Жозеф (1767 — 1816)                                                     | Жозеф (1767 — 1816)                                                     | Жозеф (1767 — 1816)                                                     | Жозеф (1767 — 1816)                                                     | Жозеф (1767 — 1816)                                                     |  |  | Франсуаза-Тереза де Шуазель (страчена 1794 року)          | Франсуаза-Тереза де Шуазель (страчена 1794 року)          | Франсуаза-Тереза де Шуазель (страчена 1794 року)          | Франсуаза-Тереза де Шуазель (страчена 1794 року)          | Франсуаза-Тереза де Шуазель (страчена 1794 року)          | Франсуаза-Тереза де Шуазель (страчена 1794 року)          |  |  |                                                            |                                                            |                                                            |                                                            |                                                            |                                                            |
|                                                                      |                                                                      |                                                                      |                                                                      |                                                                      |                                                                      |                                               |                                               |                                                                          |                                                                          |                                                                          |                                                                          |                                                                          |                                                                          |                                  |                                  |                                                                         |                                                                         |                                                                         |                                                                         |                                                                         |                                                                         |  |  |                                                           |                                                           |                                                           |                                                           |                                                           |                                                           |  |  |                                                            |                                                            |                                                            |                                                            |                                                            |                                                            |
|                                                                      |                                                                      |                                                                      |                                                                      |                                                                      |                                                                      |                                               |                                               |                                                                          |                                                                          |                                                                          |                                                                          |                                                                          |                                                                          |                                  |                                  |                                                                         |                                                                         |                                                                         |                                                                         |                                                                         |                                                                         |  |  |                                                           |                                                           |                                                           |                                                           |                                                           |                                                           |  |  |                                                            |                                                            |                                                            |                                                            |                                                            |                                                            |
| Оноре V (1778 — 1841) Князь Монако1819 — 1841                        | Оноре V (1778 — 1841) Князь Монако1819 — 1841                        | Оноре V (1778 — 1841) Князь Монако1819 — 1841                        | Оноре V (1778 — 1841) Князь Монако1819 — 1841                        | Оноре V (1778 — 1841) Князь Монако1819 — 1841                        | Оноре V (1778 — 1841) Князь Монако1819 — 1841                        |                                               |                                               | Феліція де Гамаш                                                         | Феліція де Гамаш                                                         | Феліція де Гамаш                                                         | Феліція де Гамаш                                                         | Феліція де Гамаш                                                         | Феліція де Гамаш                                                         |                                  |                                  | Флорестан І (1785 — 1856) князь Монако1841 — 1856                       | Флорестан І (1785 — 1856) князь Монако1841 — 1856                       | Флорестан І (1785 — 1856) князь Монако1841 — 1856                       | Флорестан І (1785 — 1856) князь Монако1841 — 1856                       | Флорестан І (1785 — 1856) князь Монако1841 — 1856                       | Флорестан І (1785 — 1856) князь Монако1841 — 1856                       |  |  | Марія Кароліна Жибер де Ламеція (1793 — 1879)             | Марія Кароліна Жибер де Ламеція (1793 — 1879)             | Марія Кароліна Жибер де Ламеція (1793 — 1879)             | Марія Кароліна Жибер де Ламеція (1793 — 1879)             | Марія Кароліна Жибер де Ламеція (1793 — 1879)             | Марія Кароліна Жибер де Ламеція (1793 — 1879)             |  |  |                                                            |                                                            |                                                            |                                                            |                                                            |                                                            |
| Оноре V (1778 — 1841) Князь Монако1819 — 1841                        | Оноре V (1778 — 1841) Князь Монако1819 — 1841                        | Оноре V (1778 — 1841) Князь Монако1819 — 1841                        | Оноре V (1778 — 1841) Князь Монако1819 — 1841                        | Оноре V (1778 — 1841) Князь Монако1819 — 1841                        | Оноре V (1778 — 1841) Князь Монако1819 — 1841                        |                                               |                                               | Феліція де Гамаш                                                         | Феліція де Гамаш                                                         | Феліція де Гамаш                                                         | Феліція де Гамаш                                                         | Феліція де Гамаш                                                         | Феліція де Гамаш                                                         |                                  |                                  | Флорестан І (1785 — 1856) князь Монако1841 — 1856                       | Флорестан І (1785 — 1856) князь Монако1841 — 1856                       | Флорестан І (1785 — 1856) князь Монако1841 — 1856                       | Флорестан І (1785 — 1856) князь Монако1841 — 1856                       | Флорестан І (1785 — 1856) князь Монако1841 — 1856                       | Флорестан І (1785 — 1856) князь Монако1841 — 1856                       |  |  | Марія Кароліна Жибер де Ламеція (1793 — 1879)             | Марія Кароліна Жибер де Ламеція (1793 — 1879)             | Марія Кароліна Жибер де Ламеція (1793 — 1879)             | Марія Кароліна Жибер де Ламеція (1793 — 1879)             | Марія Кароліна Жибер де Ламеція (1793 — 1879)             | Марія Кароліна Жибер де Ламеція (1793 — 1879)             |  |  |                                                            |                                                            |                                                            |                                                            |                                                            |                                                            |
|                                                                      |                                                                      |                                                                      |                                                                      |                                                                      |                                                                      |                                               |                                               |                                                                          |                                                                          |                                                                          |                                                                          |                                                                          |                                                                          |                                  |                                  |                                                                         |                                                                         |                                                                         |                                                                         |                                                                         |                                                                         |  |  |                                                           |                                                           |                                                           |                                                           |                                                           |                                                           |  |  |                                                            |                                                            |                                                            |                                                            |                                                            |                                                            |
|                                                                      |                                                                      |                                                                      |                                                                      |                                                                      |                                                                      |                                               |                                               |                                                                          |                                                                          |                                                                          |                                                                          |                                                                          |                                                                          |                                  |                                  |                                                                         |                                                                         |                                                                         |                                                                         |                                                                         |                                                                         |  |  |                                                           |                                                           |                                                           |                                                           |                                                           |                                                           |  |  |                                                            |                                                            |                                                            |                                                            |                                                            |                                                            |
| Луї-Габріель-Оскар маркіз де Бо (1814 — 1894)                        | Луї-Габріель-Оскар маркіз де Бо (1814 — 1894)                        | Луї-Габріель-Оскар маркіз де Бо (1814 — 1894)                        | Луї-Габріель-Оскар маркіз де Бо (1814 — 1894)                        | Луї-Габріель-Оскар маркіз де Бо (1814 — 1894)                        | Луї-Габріель-Оскар маркіз де Бо (1814 — 1894)                        |                                               |                                               | Карл III (1818 — 1889) князь Монако1856 — 1889                           | Карл III (1818 — 1889) князь Монако1856 — 1889                           | Карл III (1818 — 1889) князь Монако1856 — 1889                           | Карл III (1818 — 1889) князь Монако1856 — 1889                           | Карл III (1818 — 1889) князь Монако1856 — 1889                           | Карл III (1818 — 1889) князь Монако1856 — 1889                           |                                  |                                  | Антуанетта Гіслен де Мерод-Вестерло (1828 — 1864)                       | Антуанетта Гіслен де Мерод-Вестерло (1828 — 1864)                       | Антуанетта Гіслен де Мерод-Вестерло (1828 — 1864)                       | Антуанетта Гіслен де Мерод-Вестерло (1828 — 1864)                       | Антуанетта Гіслен де Мерод-Вестерло (1828 — 1864)                       | Антуанетта Гіслен де Мерод-Вестерло (1828 — 1864)                       |  |  | Флорестіна (1833 — 1897)                                  | Флорестіна (1833 — 1897)                                  | Флорестіна (1833 — 1897)                                  | Флорестіна (1833 — 1897)                                  | Флорестіна (1833 — 1897)                                  | Флорестіна (1833 — 1897)                                  |  |  | Вільгельм герцог фон Урах (1810 — 1869)                    | Вільгельм герцог фон Урах (1810 — 1869)                    | Вільгельм герцог фон Урах (1810 — 1869)                    | Вільгельм герцог фон Урах (1810 — 1869)                    | Вільгельм герцог фон Урах (1810 — 1869)                    | Вільгельм герцог фон Урах (1810 — 1869)                    |
| Луї-Габріель-Оскар маркіз де Бо (1814 — 1894)                        | Луї-Габріель-Оскар маркіз де Бо (1814 — 1894)                        | Луї-Габріель-Оскар маркіз де Бо (1814 — 1894)                        | Луї-Габріель-Оскар маркіз де Бо (1814 — 1894)                        | Луї-Габріель-Оскар маркіз де Бо (1814 — 1894)                        | Луї-Габріель-Оскар маркіз де Бо (1814 — 1894)                        |                                               |                                               | Карл III (1818 — 1889) князь Монако1856 — 1889                           | Карл III (1818 — 1889) князь Монако1856 — 1889                           | Карл III (1818 — 1889) князь Монако1856 — 1889                           | Карл III (1818 — 1889) князь Монако1856 — 1889                           | Карл III (1818 — 1889) князь Монако1856 — 1889                           | Карл III (1818 — 1889) князь Монако1856 — 1889                           |                                  |                                  | Антуанетта Гіслен де Мерод-Вестерло (1828 — 1864)                       | Антуанетта Гіслен де Мерод-Вестерло (1828 — 1864)                       | Антуанетта Гіслен де Мерод-Вестерло (1828 — 1864)                       | Антуанетта Гіслен де Мерод-Вестерло (1828 — 1864)                       | Антуанетта Гіслен де Мерод-Вестерло (1828 — 1864)                       | Антуанетта Гіслен де Мерод-Вестерло (1828 — 1864)                       |  |  | Флорестіна (1833 — 1897)                                  | Флорестіна (1833 — 1897)                                  | Флорестіна (1833 — 1897)                                  | Флорестіна (1833 — 1897)                                  | Флорестіна (1833 — 1897)                                  | Флорестіна (1833 — 1897)                                  |  |  | Вільгельм герцог фон Урах (1810 — 1869)                    | Вільгельм герцог фон Урах (1810 — 1869)                    | Вільгельм герцог фон Урах (1810 — 1869)                    | Вільгельм герцог фон Урах (1810 — 1869)                    | Вільгельм герцог фон Урах (1810 — 1869)                    | Вільгельм герцог фон Урах (1810 — 1869)                    |
|                                                                      |                                                                      |                                                                      |                                                                      |                                                                      |                                                                      |                                               |                                               |                                                                          |                                                                          |                                                                          |                                                                          |                                                                          |                                                                          |                                  |                                  |                                                                         |                                                                         |                                                                         |                                                                         |                                                                         |                                                                         |  |  |                                                           |                                                           |                                                           |                                                           |                                                           |                                                           |  |  |                                                            |                                                            |                                                            |                                                            |                                                            |                                                            |
| Вікторія-Марія Дуглас-Гамільтон (1850 — 1922)                        | Вікторія-Марія Дуглас-Гамільтон (1850 — 1922)                        | Вікторія-Марія Дуглас-Гамільтон (1850 — 1922)                        | Вікторія-Марія Дуглас-Гамільтон (1850 — 1922)                        | Вікторія-Марія Дуглас-Гамільтон (1850 — 1922)                        | Вікторія-Марія Дуглас-Гамільтон (1850 — 1922)                        |                                               |                                               | Альберт I (1848 — 1922) Князь Монако 1889 — 1922                         | Альберт I (1848 — 1922) Князь Монако 1889 — 1922                         | Альберт I (1848 — 1922) Князь Монако 1889 — 1922                         | Альберт I (1848 — 1922) Князь Монако 1889 — 1922                         | Альберт I (1848 — 1922) Князь Монако 1889 — 1922                         | Альберт I (1848 — 1922) Князь Монако 1889 — 1922                         |                                  |                                  | Марія Аліса Хейне (1858 — 1925)                                         | Марія Аліса Хейне (1858 — 1925)                                         | Марія Аліса Хейне (1858 — 1925)                                         | Марія Аліса Хейне (1858 — 1925)                                         | Марія Аліса Хейне (1858 — 1925)                                         | Марія Аліса Хейне (1858 — 1925)                                         |  |  |                                                           |                                                           |                                                           |                                                           |                                                           |                                                           |  |  | Вільгельм фон Урах (1864 — 1928) претендент на трон Монако | Вільгельм фон Урах (1864 — 1928) претендент на трон Монако | Вільгельм фон Урах (1864 — 1928) претендент на трон Монако | Вільгельм фон Урах (1864 — 1928) претендент на трон Монако | Вільгельм фон Урах (1864 — 1928) претендент на трон Монако | Вільгельм фон Урах (1864 — 1928) претендент на трон Монако |
| Вікторія-Марія Дуглас-Гамільтон (1850 — 1922)                        | Вікторія-Марія Дуглас-Гамільтон (1850 — 1922)                        | Вікторія-Марія Дуглас-Гамільтон (1850 — 1922)                        | Вікторія-Марія Дуглас-Гамільтон (1850 — 1922)                        | Вікторія-Марія Дуглас-Гамільтон (1850 — 1922)                        | Вікторія-Марія Дуглас-Гамільтон (1850 — 1922)                        |                                               |                                               | Альберт I (1848 — 1922) Князь Монако 1889 — 1922                         | Альберт I (1848 — 1922) Князь Монако 1889 — 1922                         | Альберт I (1848 — 1922) Князь Монако 1889 — 1922                         | Альберт I (1848 — 1922) Князь Монако 1889 — 1922                         | Альберт I (1848 — 1922) Князь Монако 1889 — 1922                         | Альберт I (1848 — 1922) Князь Монако 1889 — 1922                         |                                  |                                  | Марія Аліса Хейне (1858 — 1925)                                         | Марія Аліса Хейне (1858 — 1925)                                         | Марія Аліса Хейне (1858 — 1925)                                         | Марія Аліса Хейне (1858 — 1925)                                         | Марія Аліса Хейне (1858 — 1925)                                         | Марія Аліса Хейне (1858 — 1925)                                         |  |  |                                                           |                                                           |                                                           |                                                           |                                                           |                                                           |  |  | Вільгельм фон Урах (1864 — 1928) претендент на трон Монако | Вільгельм фон Урах (1864 — 1928) претендент на трон Монако | Вільгельм фон Урах (1864 — 1928) претендент на трон Монако | Вільгельм фон Урах (1864 — 1928) претендент на трон Монако | Вільгельм фон Урах (1864 — 1928) претендент на трон Монако | Вільгельм фон Урах (1864 — 1928) претендент на трон Монако |
|                                                                      |                                                                      |                                                                      |                                                                      |                                                                      |                                                                      |                                               |                                               |                                                                          |                                                                          |                                                                          |                                                                          |                                                                          |                                                                          |                                  |                                  |                                                                         |                                                                         |                                                                         |                                                                         |                                                                         |                                                                         |  |  |                                                           |                                                           |                                                           |                                                           |                                                           |                                                           |  |  |                                                            |                                                            |                                                            |                                                            |                                                            |                                                            |
|                                                                      |                                                                      |                                                                      |                                                                      | Луї II (1870 — 1949) Князь Монако 1922 — 1949                        | Луї II (1870 — 1949) Князь Монако 1922 — 1949                        | Луї II (1870 — 1949) Князь Монако 1922 — 1949 | Луї II (1870 — 1949) Князь Монако 1922 — 1949 | Луї II (1870 — 1949) Князь Монако 1922 — 1949                            | Луї II (1870 — 1949) Князь Монако 1922 — 1949                            |                                                                          |                                                                          | Марі-Жюльєтта Луве (1867 — 1930)                                         | Марі-Жюльєтта Луве (1867 — 1930)                                         | Марі-Жюльєтта Луве (1867 — 1930) | Марі-Жюльєтта Луве (1867 — 1930) | Марі-Жюльєтта Луве (1867 — 1930)                                        | Марі-Жюльєтта Луве (1867 — 1930)                                        |                                                                         |                                                                         |                                                                         |                                                                         |  |  |                                                           |                                                           |                                                           |                                                           |                                                           |                                                           |  |  |                                                            |                                                            |                                                            |                                                            |                                                            |                                                            |
|                                                                      |                                                                      |                                                                      |                                                                      | Луї II (1870 — 1949) Князь Монако 1922 — 1949                        | Луї II (1870 — 1949) Князь Монако 1922 — 1949                        | Луї II (1870 — 1949) Князь Монако 1922 — 1949 | Луї II (1870 — 1949) Князь Монако 1922 — 1949 | Луї II (1870 — 1949) Князь Монако 1922 — 1949                            | Луї II (1870 — 1949) Князь Монако 1922 — 1949                            |                                                                          |                                                                          | Марі-Жюльєтта Луве (1867 — 1930)                                         | Марі-Жюльєтта Луве (1867 — 1930)                                         | Марі-Жюльєтта Луве (1867 — 1930) | Марі-Жюльєтта Луве (1867 — 1930) | Марі-Жюльєтта Луве (1867 — 1930)                                        | Марі-Жюльєтта Луве (1867 — 1930)                                        |                                                                         |                                                                         |                                                                         |                                                                         |  |  |                                                           |                                                           |                                                           |                                                           |                                                           |                                                           |  |  |                                                            |                                                            |                                                            |                                                            |                                                            |                                                            |
|                                                                      |                                                                      |                                                                      |                                                                      |                                                                      |                                                                      |                                               |                                               |                                                                          |                                                                          |                                                                          |                                                                          |                                                                          |                                                                          |                                  |                                  |                                                                         |                                                                         |                                                                         |                                                                         |                                                                         |                                                                         |  |  |                                                           |                                                           |                                                           |                                                           |                                                           |                                                           |  |  |                                                            |                                                            |                                                            |                                                            |                                                            |                                                            |
| П'єр де Поліньяк (1895 — 1964)                                       | П'єр де Поліньяк (1895 — 1964)                                       | П'єр де Поліньяк (1895 — 1964)                                       | П'єр де Поліньяк (1895 — 1964)                                       | П'єр де Поліньяк (1895 — 1964)                                       | П'єр де Поліньяк (1895 — 1964)                                       |                                               |                                               | Шарлотта (1898 — 1977)                                                   | Шарлотта (1898 — 1977)                                                   | Шарлотта (1898 — 1977)                                                   | Шарлотта (1898 — 1977)                                                   | Шарлотта (1898 — 1977)                                                   | Шарлотта (1898 — 1977)                                                   |                                  |                                  |                                                                         |                                                                         |                                                                         |                                                                         |                                                                         |                                                                         |  |  |                                                           |                                                           |                                                           |                                                           |                                                           |                                                           |  |  |                                                            |                                                            |                                                            |                                                            |                                                            |                                                            |
| П'єр де Поліньяк (1895 — 1964)                                       | П'єр де Поліньяк (1895 — 1964)                                       | П'єр де Поліньяк (1895 — 1964)                                       | П'єр де Поліньяк (1895 — 1964)                                       | П'єр де Поліньяк (1895 — 1964)                                       | П'єр де Поліньяк (1895 — 1964)                                       |                                               |                                               | Шарлотта (1898 — 1977)                                                   | Шарлотта (1898 — 1977)                                                   | Шарлотта (1898 — 1977)                                                   | Шарлотта (1898 — 1977)                                                   | Шарлотта (1898 — 1977)                                                   | Шарлотта (1898 — 1977)                                                   |                                  |                                  |                                                                         |                                                                         |                                                                         |                                                                         |                                                                         |                                                                         |  |  |                                                           |                                                           |                                                           |                                                           |                                                           |                                                           |  |  |                                                            |                                                            |                                                            |                                                            |                                                            |                                                            |
|                                                                      |                                                                      |                                                                      |                                                                      |                                                                      |                                                                      |                                               |                                               |                                                                          |                                                                          |                                                                          |                                                                          |                                                                          |                                                                          |                                  |                                  |                                                                         |                                                                         |                                                                         |                                                                         |                                                                         |                                                                         |  |  |                                                           |                                                           |                                                           |                                                           |                                                           |                                                           |  |  |                                                            |                                                            |                                                            |                                                            |                                                            |                                                            |
|                                                                      |                                                                      |                                                                      |                                                                      |                                                                      |                                                                      |                                               |                                               |                                                                          |                                                                          |                                                                          |                                                                          |                                                                          |                                                                          |                                  |                                  |                                                                         |                                                                         |                                                                         |                                                                         |                                                                         |                                                                         |  |  |                                                           |                                                           |                                                           |                                                           |                                                           |                                                           |  |  |                                                            |                                                            |                                                            |                                                            |                                                            |                                                            |
| Антуанетта (1920 — 2011)                                             | Антуанетта (1920 — 2011)                                             | Антуанетта (1920 — 2011)                                             | Антуанетта (1920 — 2011)                                             | Антуанетта (1920 — 2011)                                             | Антуанетта (1920 — 2011)                                             |                                               |                                               | Реньє III (1923 — 2005) князь Монако1949 — 2005                          | Реньє III (1923 — 2005) князь Монако1949 — 2005                          | Реньє III (1923 — 2005) князь Монако1949 — 2005                          | Реньє III (1923 — 2005) князь Монако1949 — 2005                          | Реньє III (1923 — 2005) князь Монако1949 — 2005                          | Реньє III (1923 — 2005) князь Монако1949 — 2005                          |                                  |                                  | Грейс Келлі (1929 — 1982)                                               | Грейс Келлі (1929 — 1982)                                               | Грейс Келлі (1929 — 1982)                                               | Грейс Келлі (1929 — 1982)                                               | Грейс Келлі (1929 — 1982)                                               | Грейс Келлі (1929 — 1982)                                               |  |  |                                                           |                                                           |                                                           |                                                           |                                                           |                                                           |  |  |                                                            |                                                            |                                                            |                                                            |                                                            |                                                            |
| Антуанетта (1920 — 2011)                                             | Антуанетта (1920 — 2011)                                             | Антуанетта (1920 — 2011)                                             | Антуанетта (1920 — 2011)                                             | Антуанетта (1920 — 2011)                                             | Антуанетта (1920 — 2011)                                             |                                               |                                               | Реньє III (1923 — 2005) князь Монако1949 — 2005                          | Реньє III (1923 — 2005) князь Монако1949 — 2005                          | Реньє III (1923 — 2005) князь Монако1949 — 2005                          | Реньє III (1923 — 2005) князь Монако1949 — 2005                          | Реньє III (1923 — 2005) князь Монако1949 — 2005                          | Реньє III (1923 — 2005) князь Монако1949 — 2005                          |                                  |                                  | Грейс Келлі (1929 — 1982)                                               | Грейс Келлі (1929 — 1982)                                               | Грейс Келлі (1929 — 1982)                                               | Грейс Келлі (1929 — 1982)                                               | Грейс Келлі (1929 — 1982)                                               | Грейс Келлі (1929 — 1982)                                               |  |  |                                                           |                                                           |                                                           |                                                           |                                                           |                                                           |  |  |                                                            |                                                            |                                                            |                                                            |                                                            |                                                            |
|                                                                      |                                                                      |                                                                      |                                                                      |                                                                      |                                                                      |                                               |                                               |                                                                          |                                                                          |                                                                          |                                                                          |                                                                          |                                                                          |                                  |                                  |                                                                         |                                                                         |                                                                         |                                                                         |                                                                         |                                                                         |  |  |                                                           |                                                           |                                                           |                                                           |                                                           |                                                           |  |  |                                                            |                                                            |                                                            |                                                            |                                                            |                                                            |
|                                                                      |                                                                      |                                                                      |                                                                      |                                                                      |                                                                      |                                               |                                               |                                                                          |                                                                          |                                                                          |                                                                          |                                                                          |                                                                          |                                  |                                  |                                                                         |                                                                         |                                                                         |                                                                         |                                                                         |                                                                         |  |  |                                                           |                                                           |                                                           |                                                           |                                                           |                                                           |  |  |                                                            |                                                            |                                                            |                                                            |                                                            |                                                            |
| Кароліна (нар. 1957)                                                 | Кароліна (нар. 1957)                                                 | Кароліна (нар. 1957)                                                 | Кароліна (нар. 1957)                                                 | Кароліна (нар. 1957)                                                 | Кароліна (нар. 1957)                                                 |                                               |                                               | Альберт II (нар. 1958) Князь Монако з 2005                               | Альберт II (нар. 1958) Князь Монако з 2005                               | Альберт II (нар. 1958) Князь Монако з 2005                               | Альберт II (нар. 1958) Князь Монако з 2005                               | Альберт II (нар. 1958) Князь Монако з 2005                               | Альберт II (нар. 1958) Князь Монако з 2005                               |                                  |                                  | Шарлін Віттсток (нар. 1978)                                             | Шарлін Віттсток (нар. 1978)                                             | Шарлін Віттсток (нар. 1978)                                             | Шарлін Віттсток (нар. 1978)                                             | Шарлін Віттсток (нар. 1978)                                             | Шарлін Віттсток (нар. 1978)                                             |  |  | Стефанія (нар. 1965)                                      | Стефанія (нар. 1965)                                      | Стефанія (нар. 1965)                                      | Стефанія (нар. 1965)                                      | Стефанія (нар. 1965)                                      | Стефанія (нар. 1965)                                      |  |  |                                                            |                                                            |                                                            |                                                            |                                                            |                                                            |
| Кароліна (нар. 1957)                                                 | Кароліна (нар. 1957)                                                 | Кароліна (нар. 1957)                                                 | Кароліна (нар. 1957)                                                 | Кароліна (нар. 1957)                                                 | Кароліна (нар. 1957)                                                 |                                               |                                               | Альберт II (нар. 1958) Князь Монако з 2005                               | Альберт II (нар. 1958) Князь Монако з 2005                               | Альберт II (нар. 1958) Князь Монако з 2005                               | Альберт II (нар. 1958) Князь Монако з 2005                               | Альберт II (нар. 1958) Князь Монако з 2005                               | Альберт II (нар. 1958) Князь Монако з 2005                               |                                  |                                  | Шарлін Віттсток (нар. 1978)                                             | Шарлін Віттсток (нар. 1978)                                             | Шарлін Віттсток (нар. 1978)                                             | Шарлін Віттсток (нар. 1978)                                             | Шарлін Віттсток (нар. 1978)                                             | Шарлін Віттсток (нар. 1978)                                             |  |  | Стефанія (нар. 1965)                                      | Стефанія (нар. 1965)                                      | Стефанія (нар. 1965)                                      | Стефанія (нар. 1965)                                      | Стефанія (нар. 1965)                                      | Стефанія (нар. 1965)                                      |  |  |                                                            |                                                            |                                                            |                                                            |                                                            |                                                            |
|                                                                      |                                                                      |                                                                      |                                                                      |                                                                      |                                                                      |                                               |                                               |                                                                          |                                                                          |                                                                          |                                                                          |                                                                          |                                                                          |                                  |                                  |                                                                         |                                                                         |                                                                         |                                                                         |                                                                         |                                                                         |  |  |                                                           |                                                           |                                                           |                                                           |                                                           |                                                           |  |  |                                                            |                                                            |                                                            |                                                            |                                                            |                                                            |
|                                                                      |                                                                      |                                                                      |                                                                      |                                                                      |                                                                      |                                               |                                               |                                                                          |                                                                          |                                                                          |                                                                          |                                                                          |                                                                          |                                  |                                  |                                                                         |                                                                         |                                                                         |                                                                         |                                                                         |                                                                         |  |  |                                                           |                                                           |                                                           |                                                           |                                                           |                                                           |  |  |                                                            |                                                            |                                                            |                                                            |                                                            |                                                            |
|                                                                      |                                                                      |                                                                      |                                                                      |                                                                      |                                                                      |                                               |                                               | Жак Оноре Реньє (род. 2014), наслідний принц Монако, маркіз де Бо        | Жак Оноре Реньє (род. 2014), наслідний принц Монако, маркіз де Бо        | Жак Оноре Реньє (род. 2014), наслідний принц Монако, маркіз де Бо        | Жак Оноре Реньє (род. 2014), наслідний принц Монако, маркіз де Бо        | Жак Оноре Реньє (род. 2014), наслідний принц Монако, маркіз де Бо        | Жак Оноре Реньє (род. 2014), наслідний принц Монако, маркіз де Бо        |                                  |                                  | Габріелла-Тереза-Марія (род. 2014) принцеса Монако, графиня де Карладез | Габріелла-Тереза-Марія (род. 2014) принцеса Монако, графиня де Карладез | Габріелла-Тереза-Марія (род. 2014) принцеса Монако, графиня де Карладез | Габріелла-Тереза-Марія (род. 2014) принцеса Монако, графиня де Карладез | Габріелла-Тереза-Марія (род. 2014) принцеса Монако, графиня де Карладез | Габріелла-Тереза-Марія (род. 2014) принцеса Монако, графиня де Карладез |  |  |                                                           |                                                           |                                                           |                                                           |                                                           |                                                           |  |  |                                                            |                                                            |                                                            |                                                            |                                                            |                                                            |

## Герб
Червоні ромби на білому тлі. Девіз роду Грімальді: «Deo Juvante» (лат. З Божою поміччю).